# Munna spicata
Munna spicata là một loài chân đều trong họ Munnidae. Loài này được Teodorczyk & Waegele miêu tả khoa học năm 1994.